# Spyglass Entertainment
Spyglass Entertainment is een Amerikaanse film- en televisieproductiemaatschappij die in 1999 werd opgericht door de huidige co-directeuren Gary Barber en Rober Birnbaum. De huidige eigenaar van Spyglass is de investeringsmaatschappij Cerberus Capital Management. Internationaal gezien werd voor de meeste films van Spyglass de distributie verzorgd door Buena Vista. Spyglass Entertainment bevat overigens bedrijfsonderdelen van Caravan Pictures die in 1999 zijn opgegaan in Spyglass.
Het logo van Spyglass Entertainment is een man, die door een verrekijker uitkijkt over de zee.
Jeffrey Chernov is overigens uitvoerend producent bij Spyglass Entertainment.